# Kanton Rezé
Rezé is een voormalig kanton van het Franse departement Loire-Atlantique. Het kanton maakte deel uit van het arrondissement Nantes. Het werd opgeheven bij decreet van 25 februari 2014 met uitwerking op 22  maart 2015.

## Gemeenten
Het kanton Rezé omvatte de volgende gemeenten:
- Bouguenais
- Rezé (deels, hoofdplaats)